# Acracanthostoma bicornutum
Acracanthostoma bicornutum är en spindelart som beskrevs av Cândido Firmino de Mello-Leitão 1917. 
Acracanthostoma bicornutum ingår i släktet Acracanthostoma och familjen krabbspindlar. Inga underarter finns listade i Catalogue of Life.